# Ergebnisobjekt
Ein Ergebnisobjekt ist eine Erweiterung des Konzepts Kostenträger um die umsatzwirksamen Erlöse. Ein Ergebnisobjekt stellt somit einen Kosten- und Erlösträger dar.
Damit wird die Kostenträgerzeitrechnung erweitert zu einer mehrdimensionalen Ergebnisrechnung im Sinne einer detaillierten Deckungsbeitragsrechnung, in der die Deckungsbeiträge pro Produkt, Organisationseinheit und Kundensegment gezeigt werden können.

## Definition
Ein Ergebnisobjekt ist ein Kosten- und Erlösträger mit ausgeprägten Merkmalswerten bezüglich allen relevanten Merkmalsdimensionen.

## Rechentechnische Anwendung
In einer operativen Ergebnisrechnung wird für jeden umsatzwirksamen Vorgang (z. B. infolge der Fakturierung) ein Datensatz für die Ergebnisrechnung erzeugt. Der Datensatz enthält die Merkmalskontierungen (Produkt, Organisationseinheit, Kundensegment) und die Erlöskennzahlen (Bruttoerlös, Nettoerlös, Erlösschmälerungen etc.). Gleichzeitig oder im Rahmen einer periodischen Nachverarbeitung (z. B. Monatsendverarbeitung) werden jedem Erlösvorgang die entsprechenden umsatzwirksamen Kosten zugerechnet. Hierzu können einzeln oder kombiniert verschiedene Verfahren angewendet werden:
- Gemeinkostenzuschlag
- Umlage
- Leistungsverrechnung
- Prozesskostenrechnung

Durch die Zusammenführung der richtigen Erlöse und Kosten auf dem jeweiligen Ergebnisobjekt können die entsprechenden Deckungsbeiträge pro Absatzeinheit, pro Kunde und pro Vertriebsstelle ermittelt werden.
Entsprechend den Merkmalsdimensionen (z. B. Produkt, Organisationseinheit, Kundensegment und Kunde) entspricht ein Ergebnisobjekt
einer konkreten Kombination von Merkmalsausprägungen (Bsp.: Produkt=Pneu-4712, Organisationseinheit=Hamburg-Nord, Kundensegment=LKW, Kunde=Müller-Transporte). Bestehen zu einem Ergebnisobjekt mehrere Datensätze, z. B. aufgrund mehrerer Bestelleingänge, oder weil über mehrere Monate aggregiert wird, können diese mittels Kreuztabellenabfrage (bzw. Pivot-Tabelle) aggregiert werden. In ERP-Systemen mit entsprechend größerem Datenvolumen werden hierzu häufig OLAP-Systeme angewendet.